# 애슐리 알리샤
애슐리 알리샤(1992년 ~ )는 미국의 가수다.

## 방송
- 스타 오디션 위대한 탄생 2 (2011) - Top20(17위)

## 음반
- NO MORE (2020)
- NO MORE (Acoustic Version) (2020)
- HOURGLASS (2021)
- ROSES (2022)
- CLUES (2024)
- AMORE (2024)
- STARE (2024)
- HOPELESS ROMANTIC (2025)